# Isaac Newton
Isaac Newton ([ˌaɪzək ˈnjuːtən]IPA 25. prosince 1642jul./ 4. ledna 1643greg. – 20. březnajul./ 31. března 1727greg. v Londýně) byl anglický fyzik, matematik (působící v Cambridge na stolici Lukasiánského profesora), astronom, alchymista a teolog, jenž bývá často považován za jednu z nejvlivnějších osobností v dějinách lidstva. Jeho publikace Philosophiæ Naturalis Principia Mathematica, vydaná v roce 1687, položila základy klasické mechaniky a dnes bývá řazena mezi nejdůležitější knihy v historii vědy. Newton v ní popisuje zákon všeobecné gravitace a tři zákony pohybu, které se na další tři staletí staly základem vědeckého pohledu na fyzický vesmír. Newton propojil Keplerovy zákony pohybu planet s vlastní teorií gravitace a dokázal, že pohyb předmětů na Zemi se řídí stejnými pravidly jako pohyb vesmírných těles. Tím smetl poslední pochyby o heliocentrismu a přispěl k vědecké revoluci.
Newton je považován za zakladatele exaktní vědy jako zcela nového pohledu na reálný svět, umožňujícího rozvoj (moderní) matematizované vědy.
Newton je též považován za zakladatele spektroskopie, kterou objevil roku 1666, nebyl však první, již roku 1648 vysvětlil český vědec Jan Marek Marci z Kronlandu vznik duhy.
V mechanice Newton formuloval teorii o zachování hybnosti a momentu hybnosti. Na poli optiky sestavil první zrcadlový dalekohled a na základě pozorování, že optické hranoly rozkládají bílé světlo do jednotlivých barev viditelného spektra, rozvedl teorii barev. Rovněž vyslovil zákon chladnutí a zkoumal rychlost zvuku.
V matematice se dělí s Gottfriedem Leibnizem o zásluhy na objevu integrálního počtu. Dále pak zobecnil binomickou větu, vymyslel takzvanou „Newtonovu metodu“ řešení soustav nelineárních rovnic a přispěl k výzkumu mocninných řad.
Newton byl horlivě věřícím křesťanem, byť zastával místy nekonvenční názory. Přestože je dnes vzpomínán především pro svůj přínos vědě, část svých textů věnoval výkladům bible.
Někteří odborníci se domnívají, že měl Aspergerův syndrom.

## Životopis

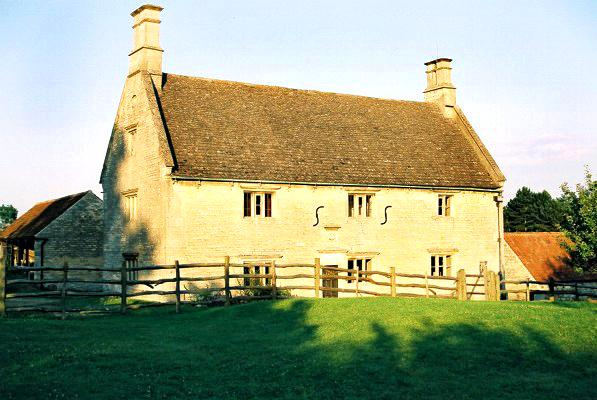
Místo narození Isaaca Newtona

Isaac Newton se narodil 4. ledna 1643 (podle tehdy užívaného Juliánského kalendáře 25. prosince 1642) ve Woolsthorpu poblíž Granthamu v Lincolnshire ve východní Anglii. Otec, který se jmenoval také Isaac Newton, byl zámožným vlastníkem půdy, ale neměl žádné vzdělání. Zemřel tři měsíce před narozením syna. Když byly Newtonovi tři roky, provdala se jeho matka, Hannah Ayscough, ještě jednou a přestěhovala se do sousední vesnice North Withamu. Za manžela si vzala reverenda Barnabase Smithe. Od té doby, až do otčímovy smrti, se o Newtona starali matčini rodiče. Rodina Ayscoughů stála výše na společenském žebříčku než Newtonové (Newtonův dědeček, James Ayscough, byl šlechticem a matčin bratr, William, farářem, který studoval na Trinity College v Cambridge) a proto se díky nim Newtonovi dostalo vzdělání. V roce 1653, po smrti druhého manžela, se matka vrátila zpět do Woolsthorpu a desetiletý Isaac opět bydlel se svou matkou a se třemi nevlastními sourozenci (Mary, Benjamin a Hannah Smithovi).
V deseti letech začal chodit do vesnické školy v Skillingtonu a později ve Stoku. Od roku 1655 navštěvoval v Granthamu tamější gymnázium. Ubytován byl v domácnosti lékárníka pana Clarka. V letech 1658–1661 se v Grathamu připravoval na studia v Cambridge.
5. června 1661 za podpory svého strýce Williama nastoupil Newton jako osmnáctiletý studovat na Trinity College v Cambridge. Zde byl jeho učitelem známý fyzik a matematik Isaac Barrow. Základem studia zde sice v té době byly ještě Aristotelovy myšlenky, ale Newton se také zajímal o modernější myslitele, četl díla G. Galilea a R. Descarta. Přečetl Keplerovo dílo „Optics“ a seznámil se s Euklidovými „Základy“.
Od srpna 1665 do dubna 1667 byla univerzita uzavřena kvůli morové epidemii a Newton se vrátil do rodného Woolsthorpu, kde mu podle pověsti spadlo na hlavu jablko a on přišel na myšlenku gravitace. I když více zdrojů se přiklání spíše k tomu, že jablko vědci přímo na hlavu nespadlo, jen ho sledování padajícího ovoce inspirovalo při přemýšlení o gravitaci. Během výše zmíněných dvou let pobytu na rodném statku vynalezl svůj diferenciální počet, rozvinul svou teorii gravitace a vytvořil vlastní teorii podstaty světla a barev.
Roku 1665 získal bakalářský titul a roku 1667 stálé místo na Trinity College. Roku 1668 se stal magistrem svobodných umění a roku 1669 lukasiánským profesorem matematiky, kdy nastoupil na místo po svém učiteli Isaacu Barrowovi.
V té době sestrojil svůj zrcadlový dalekohled, který řešil problém barevné aberace u dalekohledů. 11. ledna 1672 byl na základě svého vynálezu zvolen členem Královské společnosti. 19. února 1672 vyšla v Philosophical Transactions jeho první fyzikální práce, která byla na téma teorie barev – o rozkladu světla pomocí optického hranolu přednášel v Královské společnosti 8. února a stal se také autorem pojmu barevné spektrum (z latinského specto = vidím).

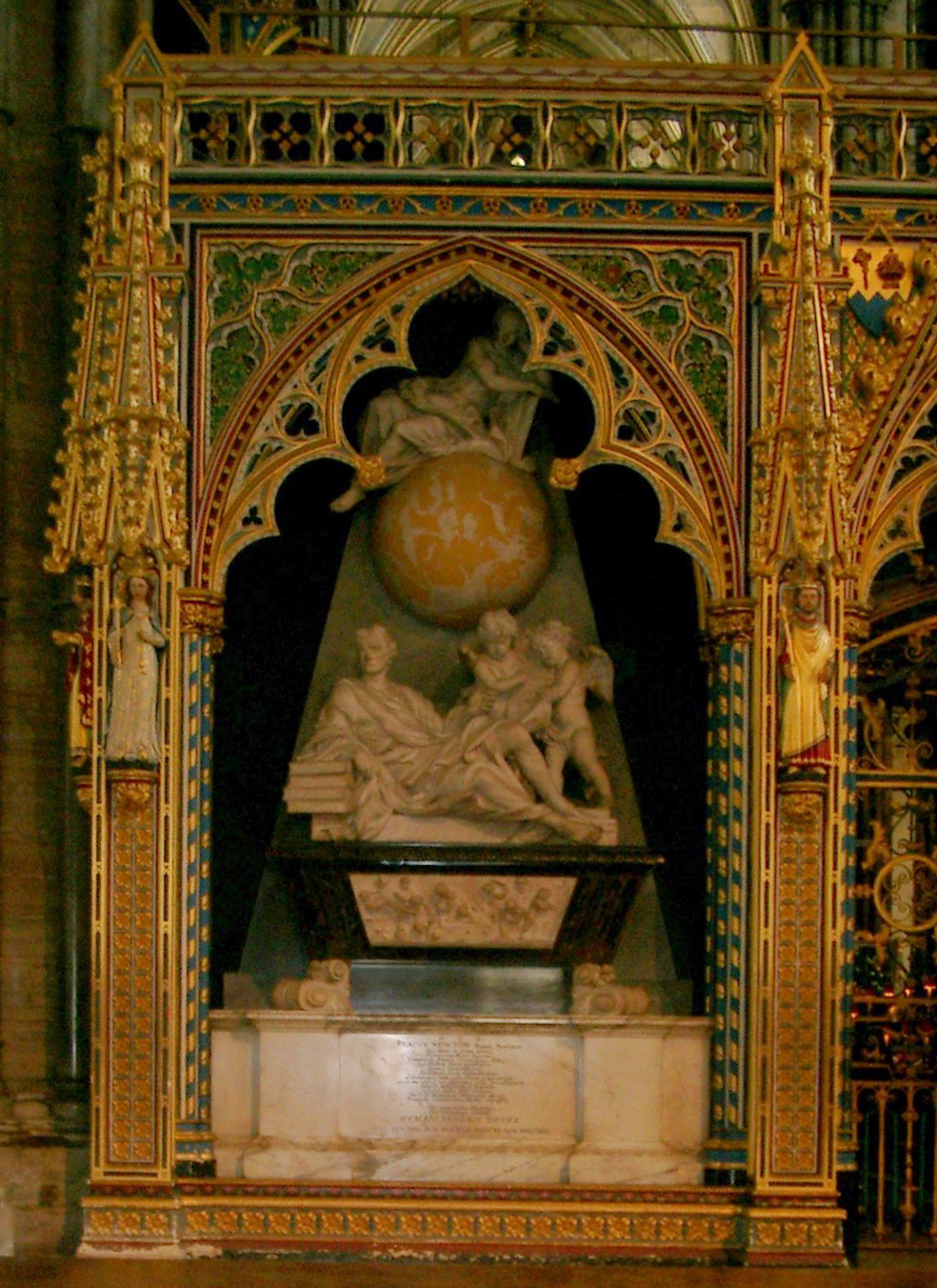
Newtonův hrob ve Westminsterském opatství.

V roce 1703 byl zvolen předsedou Královské společnosti a zůstal jím až do roku 1727. V roce 1705 byl královnou Annou povýšen do rytířského stavu.
Byl poslancem anglického parlamentu a je známo, že v zájmu Anglie odporoval i králi.
V roce 1696 byl jmenován dozorcem v královské mincovně v londýnském Toweru a o tři roky později byl jmenován jejím ministrem. Proslavil se bojem proti penězokazům a dostal jich několik na popraviště. Navíc také zavedl matematickou definici nové měny guiney. Místo v královské mincovně bylo spojeno s příjmem 1500 liber sterlinků a proto se tím zlepšily jeho hmotné poměry tak, že se vzdal profesury v Cambridgi. Přestěhoval se natrvalo do Londýna, kde se o jeho byt starala jeho neteř, dcera jeho sestry Hannah.
2. března 1727 naposledy předsedal Královské společnosti. V té době byl již vážně nemocen (od roku 1722 trpěl dnou a ledvinovými i žlučníkovými kameny) a jeho nemoc se ještě cestou z Kensingtonu do Londýna zhoršila. Newton jí podlehl 31. března 1727 v Londýně (20. března podle tehdejšího Juliánského kalendáře). Je pohřben ve Westminsterském opatství.

## Kulturní přínos
Třebaže byl Newton hluboce věřícím křesťanem, stalo se jeho pojetí světa základem racionalismu, osvícenství, a mechanického materialismu. Byl jedním z prvních, kteří začali s publikováním ve vědeckých časopisech (viz Impakt faktor). Úspěšně vedl anglickou Královskou společnost, jež se stala v jeho době nejprestižnější vědeckou institucí světa.

## Objevy
Největším Newtonovým počinem je založení exaktní vědy jako zcela nového pohledu na reálný svět, umožňujícího rozvoj (moderní) matematizované deduktivní vědy.. K tomu účelu musel učinit dva zásadní objevy:
- Definovat nový, dosud neznámý filtr poznání, a to diskrétní filtr, na rozdíl od filtru přirozeného poznání, kterým je vágnost.
- Vybudovat umělý formální jazyk, na kterém je postaveno Newtonovo umělé poznání. Jelikož potřeboval pro své zákony mechaniky jazyk schopný popisovat spojitý dynamický (s uvažováním vlivu setrvačnosti) pohyb (odehrávající se po nekonečně malých přírůstcích jak dotyčné veličiny, tak času), vytvořil teorii fluxí (teorie plynoucího), poněkud nemotorný, ale funkční integro-diferenciální počet. Pak bylo možno např. symbolicky zapsat, že rychlost pohybu je derivací dráhy podle času. Bylo možno formálně matematicky odvozovat nové, hledané vztahy dynamických zákonů pohybu.

Tak Newton položil základy fyziky, jako moderní, ucelené, deduktivní vědy na úrovni dnes nazývané klasická fyzika.

### V mechanice
V mechanice především dokázal, že fyzikální zákony platí nejen na Zemi ale i ve vesmíru. Newtonovým nejznámějším objevem byly jeho tři pohybové zákony:
- 1. pohybový zákon – Zákon setrvačnosti
- 2. pohybový zákon – Zákon síly
- 3. pohybový zákon – Zákon akce a reakce

Dále objevil zákony všeobecné gravitace (Newtonův gravitační zákon). Klasická mechanika se dodnes opírá o jím zavedené pojmy hmotnosti, setrvačnosti, síly a interakce. Objevil mnoho zákonů speciální povahy týkajících se pohybu planet, pohybu v prostředí s odporem, rotujících kapalin atd.

### V optice

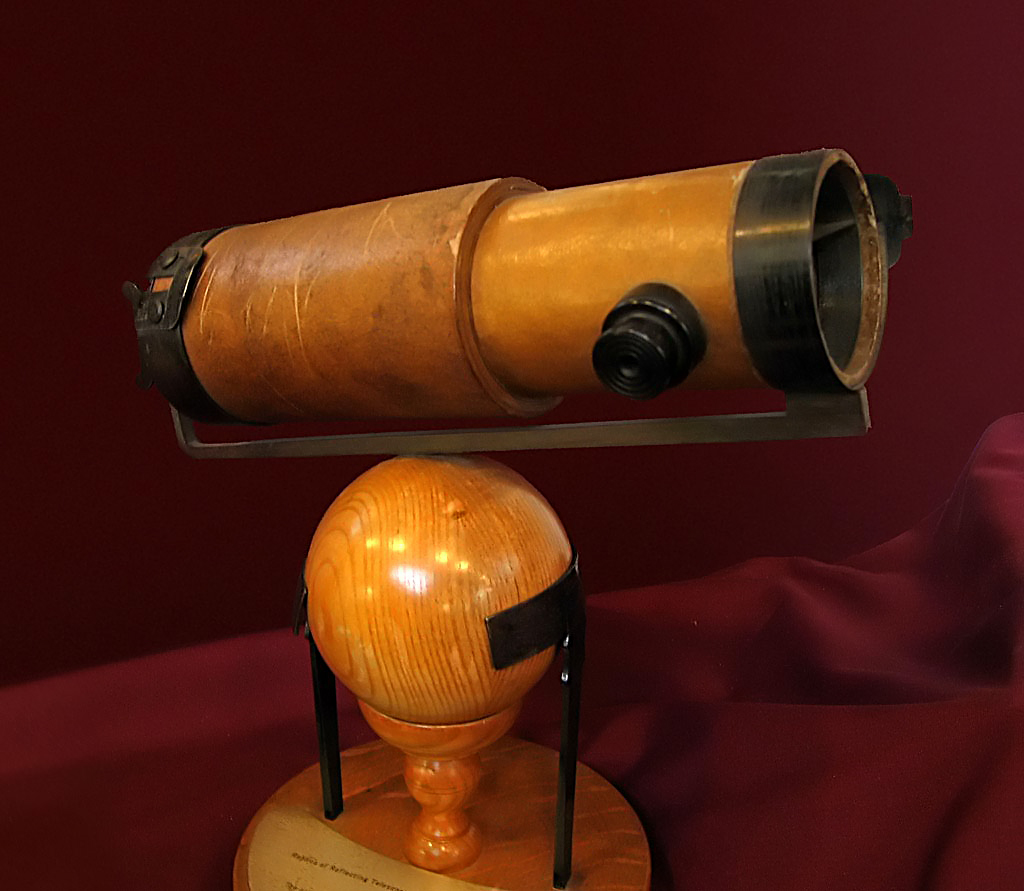
Replika druhého Newtonova dalekohledu, který předvedl v Královské společnosti v roce 1672.

V optice objevil, že světlo je složené a skládá se z barevného spektra (rozklad na optickém hranolu), vysvětlil barvy tenkých vrstev, objevil zobrazovací rovnici, nalezl slitinu vhodnou ke konstrukci zrcadel a sestrojil první zrcadlový dalekohled (vlastní uspořádání primárního a sekundárního zrcadla) viz Newtonův dalekohled.
Také objevil sextant, avšak svůj objev nepublikoval.

### V matematice
V matematice položil základy diferenciálního a integrálního počtu (tzv. Kalkulus) a také základy diferenciálních rovnic. Nalezl také metodu pro numerické řešení nelineárních algebraických rovnic (tzv. Newtonovu metodu).
Kolem roku 1665 zobecnil binomickou větu v binomickou řadu. O objevu fluxí (jak nazýval svůj objev diferenciálního počtu) se Newton zmiňuje ve svém deníku 20. května 1665 a téhož roku pomocí svého diferenciálního počtu určil obsah plochy ohraničené hyperbolou.

### V alchymii
Newton také věnoval mnoho času alchymii. V Cambridgi si zařídil laboratoř, ve které ověřoval popsané postupy a procedury.[zdroj?]

## Dílo

### Philosophiae Naturalis Principia Mathematica (1687, 1713, 1726)
Kniha Matematické principy přírodní filozofie je považována za nejdůležitější práci v celé historii moderní vědy, je v ní popsán například zákon všeobecné gravitace a Newtonovy pohybové zákony, které položily základy klasické mechaniky. V rámci svého výzkumu také vytvořil (spolu s Gottfriedem Leibnizem; o prvenství vedli nesmiřitelný spor) základy diferenciálního a integrálního počtu.
Rukopis prvního dílu byl předložen Královské společnosti již v roce 1686, ale Newton se snažil svoji práci vypilovat k dokonalosti, a proto s vydáním otálel. Proto Edmund Halley, který byl jeho prací nadšen a tušil, co bude tento spis znamenat pro rozvoj fyziky a astronomie, vydal Newtonova Principia v roce 1687 vlastním nákladem. K druhému vydání došlo v roce 1713 a ke třetímu v roce 1726.

### Optika (1704)
V roce 1704 vydal spis Opticks, or a treatise of the reflexions, refractions, inflexions and colours of light, kde popsal své optické objevy.

### Teologie
Newton se zabýval chronologií bible a jeho práce byla vydána po jeho smrti v roce 1728 pod názvem Chronology of Ancient Kingdoms Amended.

### Publikace
- Method of Fluxions (1671)
- Of Natures Obvious Laws & Processes in Vegetation (nepublikováno, přibližně 1671–1675)
- De Motu Corporum in Gyrum (1684)
- Philosophiae Naturalis Principia Mathematica (1687)
- Opticks, or a treatise of the reflexions, refractions, inflexions and colours of light (1704)
- Reports as Master of the Mint (1701–1725)
- Arithmetica Universalis (1707)
- The System of the World, Optical Lectures, The Chronology of Ancient Kingdoms, (Amended) a De mundi systemate (vydáno posmrtně v roce 1728)
- Observations on Daniel and The Apocalypse of St. John (1733)
- An Historical Account of Two Notable Corruptions of Scripture (1754)

## Spory

### Spor Newtona s Leibnizem
Newton se dlouhou dobu přel s Gottfriedem Leibnizem v otázce, který z nich objevil kalkulus dříve. Newton podle svých slov začal na jisté podobě kalkulu pracovat již v roce 1666, ale výsledky publikoval až o desítky let později, a to navíc jen jako drobnou poznámku na konci jedné ze svých publikací. Leibniz zahájil práce na své podobě kalkulu v roce 1674 a roku 1684 vydal první dílo, kde jej popsal. Britská Královská společnost později ve své studii prohlásila, že skutečným objevitelem kalkulu je Newton, a označila Leibnize za plagiátora. Studie však byla nakonec zpochybněna, když se zjistilo, že pasáže odsuzující Leibnize napsal sám Newton. Tím se rozhořel hořký spor o kalkulus, jenž komplikoval životy obou filozofů až do Leibnizovy smrti v roce 1716. Většina dnešních historiků věří, že Newton a Leibniz objevili kalkulus nezávisle na sobě.

### Spor Newtona s Robertem Hookem
Newton se dostal do sporu i s Robertem Hookem. Nejprve Hooke kritizoval Newtonovy práce na poli optiky, což Newtona natolik urazilo, že se na několik let stáhl z veřejné debaty. V letech 1679 až 1680 pak mezi nimi došlo k zajímavé výměně korespondence. Hooke byl tehdy Královskou společností pověřen, aby se staral o korespondenci, tázal se ostatních členů, na čem pracují a žádal je o komentáře k práci ostatních. V dopisech se Newtona ptal na jeho názor na řadu myšlenek jak vlastních, tak i jiných autorů, a tato korespondenční výměna nakonec Newtona vedla k formulaci zákona všeobecné gravitace. Když pak v roce 1686 prezentoval Newton Královské společnosti první knihu svého díla Principia Mathematica, Hooke vystoupil a tvrdil, že některé myšlenky převzal Newton od něj. Oba filozofové se pak až do Hookovy smrti neměli příliš v lásce.